# Еверест (квартал)
Еверест е квартал на Шумен, разположен в северната част на града. Кварталът има значителен дял ромско, турско и българско население, както и близките квартали около него. Южно от него е разположен квартал Бялата пръст, където според ромски източници има около 3000 роми. На изток от квартала се намира Хиподрума и Софийското шосе, което води до Автомагистрала Хемус.
През месец април 2010 година е направена акция по случай пролетното почистване на града, на която е почистен част от квартала.
Обслужва се от автобусна линия 4.